# Чо Хе Ён
Чо Хе Ён (кор. 조혜연, ханча 趙惠連; род. 7 июня 1985 года) — профессиональный игрок 9 дана по го, обладательница нескольких женских корейских титулов го, победительница XVI Азиатских игр в Гуанчжоу в женских командных соревнованиях. Чо Хе Ён является одной из четырёх женщин (вместе с Жуй Найвэй, Пак Чи Ын и Фэн Юнь), имеющих высший ранг го — 9 профессиональный дан.

## Биография
Чо Хе Ён получила разряд первого профессионального дана в 1997 году в возрасте 11 лет и 11 мес., став третьим (после Чо Хунхёна и Ли Чхан Хо) самым молодым го-профессионалом в Корее. Ранг 9 дана был присуждён ей в 2010 году после победы женской корейской команды на Летних Азиатских играх. Чо Хе Ён является автором серии задачников по го Творческие задачи на жизнь и смерть, переведённой на английский язык. Помимо профессиональной карьеры в го Чо Хе Ён имеет высшее образование в Корейском Университете по специальности Английская литература и Японский язык.

## Титулы
| Титул                          | Победа         | Участие в финале               |
| ------------------------------ | -------------- | ------------------------------ |
| Женский Куксу                  | 2 (2003, 2004) | 4 (2001—2002, 2006—2007)       |
| Женский Мёнин                  | 1 (2003)       | 7 (2002, 2004—2005, 2008—2011) |
| Hungchang Cup Women Go Contest |                | 1 (2000)                       |
| Всего                          | 3              | 12                             |